# Eragrostis macilenta
Eragrostis macilenta är en gräsart som först beskrevs av Achille Richard, och fick sitt nu gällande namn av Ernst Gottlieb von Steudel. Eragrostis macilenta ingår i släktet kärleksgrässläktet, och familjen gräs. Inga underarter finns listade i Catalogue of Life.